# Sonnenröschen-Würfel-Dickkopffalter

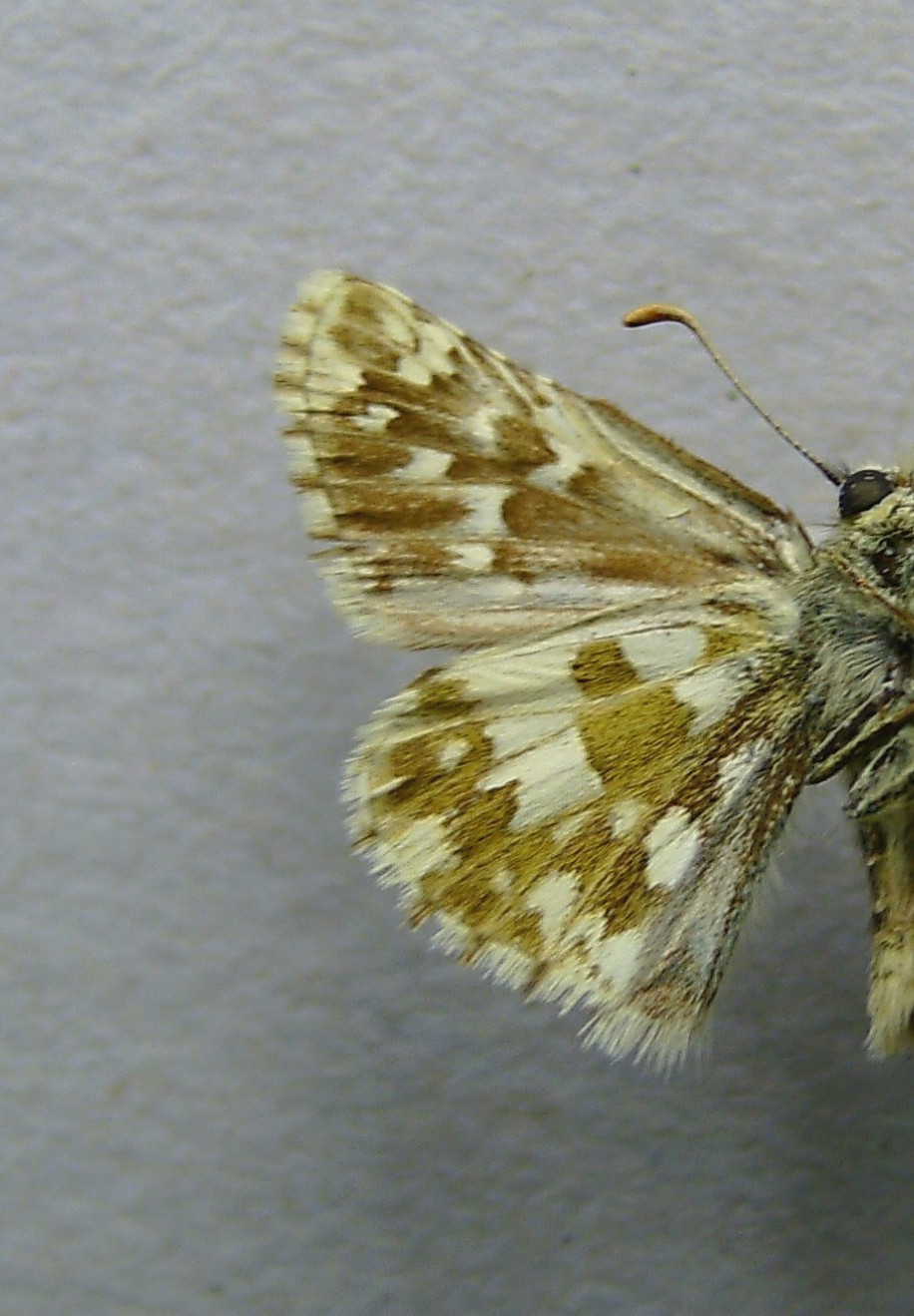
Flügelunterseite

Der Sonnenröschen-Würfel-Dickkopffalter (Pyrgus alveus), auch Halbwürfelfleckfalter, Halbwürfelfalter, Berggrasheiden-Dickkopf oder Sonnenröschen-Puzzlefalter ist ein Schmetterling aus der Familie der Dickkopffalter (Hesperiidae). Es handelt sich um eine sehr variable Art, deren taxonomischer Umfang umstritten ist. Von manchen Autoren wurde sie in drei Arten aufgeteilt, deshalb wird sie in der Literatur auch häufig als Pyrgus alveus-(Art-)Komplex oder Pyrgus alveus-Superspezies bezeichnet. Andere Arbeiten verstehen unter diesem Namen fünf Taxa, von denen immerhin drei als „bonae species“ (gute, gesicherte Arten) gelten.

## Merkmale
Die Falter erreichen eine Flügelspannweite von 25 bis 30 Millimetern. Die Oberseite der Vorderflügel der Männchen ist dunkelgraubraun mit weißen Flecken, die Unterseite ist ähnlich gezeichnet, jedoch heller gefärbt. Die Hinterflügel sind hell grünlichbraun mit großen weißen Flecken. Die Weibchen haben ähnliche Zeichnungen, sind aber etwas größer.
Die Eier sind rundlich und abgeplattet. Sie weisen etwa 17 bis 20 Längsrippen auf, die den oberen Rand erreichen. Einige Längsrippen enden jedoch vorher.
Die Eiraupe ist zwei Millimeter lang und gelblich weiß. Sie besitzt eine schwarzbraune Kopfkapsel und einen auf der Mitte der Rückenseite unterbrochenen Rückenschild. Die Behaarung ist hell mit lediglich ein paar längeren und dunkleren Tasthaaren im Stirnbereich. Sie wird bereits mit der Aufnahme erster Nahrung dunkler. Die weiteren Stadien sind braun mit einer schmalen schwarzbraunen Rückenlinie. Die verpuppungsreife Raupe ist etwa 20 Millimeter lang.
Die Puppe ist 15 bis 16 Millimeter lang und blau bereift. Sie besitzt eine konstante Zeichnung aus schwarzen Strichen und Punkten auf dem Rücken.

## Geographisches Vorkommen und Habitat
Die Art besiedelt große Teile der Paläarktis. Der Sonnenröschen-Würfel-Dickkopffalter ist in den Pyrenäen und im größten Teil West-, Mittel- und Osteuropas bis zum Baltikum im Nordosten verbreitet. In Skandinavien reicht die Verbreitung bis zum 63. Breitengrad. Im Südosten kommt die Art auf dem größten Teil der Balkanhalbinsel bis Griechenland vor. Nach Osten reicht das Verbreitungsgebiet bis in die Mongolei und das Amur-Gebiet. In Nordafrika kommt die Art von Algerien bis Marokko vor.
Man findet Sonnenröschen-Würfel-Dickkopffalter vor allem auf eher trockenen, blumenreichen Wiesen in hügeligen oder bergigen Gebieten bis 2300 Meter in den Alpen und bis 2800 Meter in Marokko. In den Alpen ist das Habitat mager und mit viel Helianthemum spp. bewachsen, bevorzugt werden Südhänge. Es handelt sich um extensiv genutzte, nicht gedüngte Flächen, die nur ein- oder zweimal im Jahr gemäht oder extensiv beweidet werden.

## Lebensweise
Die Art ist univoltin, d. h., es wird nur eine Generation gebildet. Lediglich in den Südalpen sollen in warmen, tiefergelegenen Gebieten auch zwei Generationen gebildet werden. Die univoltine Entwicklung ist jedoch sehr variabel, die Flugzeit der Falter sowie die Raupenzeit und deren Überwinterungsstadien können regional sehr unterschiedlich sein. Die Falter fliegen von Mitte Mai bis Anfang oder Mitte Juli, die Raupen überwintern dann meist als L4. Ist die Flugzeit ausgedehnter, fliegen manche Falter noch im September oder Anfang Oktober. Dies kann häufig in den Alpen beobachtet werden. Hier überwintert die Raupe als L2-4, möglicherweise auch als L1. Die Weibchen legen die Eier einzeln an die Unterseite der Raupennahrungspflanzen. Auch die Entwicklung der Raupen verläuft unterschiedlich, z. T. häutet sich die Raupe nur viermal, bei langsamer Entwicklung auch fünfmal (Beobachtung an gezüchteten Exemplaren). Für Skandinavien wird für die dortige Unterart Pyrgus alveus scandinavicus sogar eine Überwinterung der Eiraupe in der Eihülle angegeben. Die Raupen überwintern in Gehäusen zwischen den Blättern der Raupennahrungspflanze.
Die Raupe frisst zumindest in Mitteleuropa, den österreichischen und schweizerischen Alpen sowie den französischen Südwestalpen ausschließlich an Sonnenröschen (Helianthemum sp.). Fingerkräuter (Potentilla) werden nicht angenommen, oder wenn die Raupen daran fressen, gehen sie danach ein. Dieser Sachverhalt muss jedoch in anderen Regionen überprüft werden. Tolman und Lewington geben auch Fingerkräuter (Potentilla) als Raupennahrungspflanze für Mitteleuropa an. Für Pyrgus alveus scandinavicus werden folgende Raupennahrungspflanzen genannt: Fingerkraut (Potentilla sp.), Gemeiner Odermennig (Agrimonia eupatoria) und Gewöhnliche Kreuzblume (Polygala vulgaris) Wagner (2006) stellt zur Diskussion, ob es sich bei diesen Formen eventuell um Pyrgus accretus handeln könnte, dessen Raupe auch Fingerkräuter (Potentilla) frisst.

## Systematik
Die Taxonomie dieser Art wurde und wird in der Literatur sehr kontrovers diskutiert und gehandhabt. Deshalb wird das Taxon häufig als Pyrgus alveus-Komplex behandelt. Bis zu fünfzehn Formen, Populationen und Unterarten sind schon irgendwann einmal im Artrang behandelt worden. Derzeit sind noch drei Taxa auf Artniveau in der Diskussion, Pyrgus alveus mit einigen Unterarten, Pyrgus accretus und Pyrgus trebevicensis. Bei anderen Autoren wird der Begriff Pyrgus alveus-Komplex (oder auch -Gruppe) weiter gefasst und Pyrgus armoricanus und Pyrgus warrenensis mit einbezogen. Letztere gelten als gesicherte Arten („bonae species“) und brauchen hier nicht diskutiert werden. Allerdings sind Pyrgus alveus, Pyrgus trebevicensis und Pyrgus armoricanus anhand von äußeren Merkmalen kaum zu unterscheiden. Letztere Art lässt sich jedoch anhand der Genitalmorphologie der Männchen und der Raupennahrungspflanze (Fingerkräuter (Potentilla)) relativ einfach unterschieden.
Pyrgus trebevicensis wurde ursprünglich vom Berg Trebević im heutigen Bosnien und Herzegowina als Pyrgus alveus var. reverdini Schawerda, 1918 beschrieben. Der Name reverdini ist aber durch Pyrgus reverdini Le Cerf, 1913 präokkupiert. Daher schlug B. C. S. Warren 1926 Pyrgus alveus forma trebevicensis als Ersatzname vor. Renner (1983) erhob dieses Taxon in den Rang einer Art. Er stellte dazu auch eine Population auf der östlichen Schwäbischen Alb, die er als Unterart Pyrgus trebevicensis germanica von der Nominatunterart P. trebevicensis trebevicensis aus Bosnien und Herzegowina abtrennte. Der Unterartnahme ist nach den Internationalen Regeln für die Zoologische Nomenklatur nicht verfügbar, da keine Unterschiede zur Nominatunterart und keine Diagnose gegeben wurde. Außerdem wurde bereits sehr früh festgestellt, dass es keine Unterschiede zwischen den östlichen Populationen und der Population auf der Schwäbischen Alb gibt. Auch der von F. Renner postulierte artliche Unterschied zwischen der Population auf der Ostalb (Pyrgus trebevicensis Warren sensu Renner) und der im gleichen Gebiet vorkommende Pyrgus alveus wurde früh in Zweifel gezogen. Die von Renner festgestellten Unterschiede in der Genitalmorphologie der Männchen sowie die von Pyrgus alveus abweichende frühere Flugzeit (Mitte Mai bis Mitte Juli gegen Mitte Juli bis September) haben sich als nicht haltbar erwiesen. Die Nachuntersuchung der Genitalpräparate von F. Renner durch Günter Ebert und Erwin Rennwald ergab, dass „eine taxonomisch eindeutige Trennung mit Hilfe der männlichen Genitalstrukturen nicht möglich“ ist. Auch Karsholt & Razowski (1996) und Lafranchis (2004) erkennen Pyrgus trebevicensis nicht als eigenständige Art an. Vermutlich hat die Arbeit von Wolfgang Wagner zur Ökologie und Larvalentwicklung die entscheidenden Hinweise geliefert, dass Pyrgus trebevicensis nicht als eigenständige Art zu betrachten ist. Wagner stellte fest, dass die Flugzeiten sich wesentlich deutlicher überlappen. Je höher und kühler die Region war, desto später flogen die Falter bzw. desto höher war der Anteil spät fliegender Falter. In der Morphologie von Raupe und Puppe waren ebenfalls keine Unterschiede zu beobachten. Bei beiden „Arten“ leben die Raupen ausschließlich von Sonnenröschen (Helianthemum). Pyrgus trebevicensis ist nach derzeitigem Kenntnisstand nicht als eigenständige Art zu betrachten (vgl. auch Maier, der die Ergebnisse von W. Wagner bestätigt).
Etwas anders ist die Situation bei Pyrgus accretus. Die Raupe frisst sowohl Gewöhnliches Frühlings-Fingerkraut (Potentilla tabernaemontani) als auch Gelbes Sonnenröschen (Helianthemum nummularium). In der Zucht gelangen sogar Wechsel in der Raupennahrungspflanze von Gewöhnlichem Frühlings-Fingerkraut zu Gelbem Sonnenröschen und andersherum. Die Raupen zeigen deutlicher begrenzte Nebenrückenlinien. Bei den Puppen waren keine Unterschiede zu beobachten. Pyrgus accretus könnte daher tatsächlich eine eigenständige Art oder zumindest Unterart von Pyrgus alveus sein.
Tolman & Lewington unterscheiden vier Unterarten:
- Pyrgus alveus alveus. Sie ist von West- und Mittelfrankreich, über Südbelgien bis ins Baltikum verbreitet. Im Norden reicht das Verbreitungsgebiet bis 60° nördliche Breite. Im Südosten kommt die Unterart auf der Balkanhalbinsel und Griechenland vor. In der Vertikalen kommt die Art von etwa 800 bis 2300 Meter Höhe vor.
- Pyrgus alveus centralhispaniae Verity, 1925. Die Unterart kommt in Nordportugal und Spanien weit verbreitet aber nur sehr lokal vor. Das weitere Verbreitungsgebiet zieht sich über die Pyrenäen nach Südfrankreich, nördlich bis Hochsavoyen, östlich weiter über die Seealpen bis zu den Dolomiten, den Apennin und eventuell bis Sizilien. Die weißen Flecke auf der Oberseite der Vorderflügel sind bei beiden Geschlechtern kräftiger als bei der Nominatform. Die Raupennahrung sind verschiedene Fingerkräuter (Potentilla) und das Gelbe Sonnenröschen (Helianthemum nummularium). Die Art kommt von etwa 900 bis 1800 Meter über NN vor.
- Pyrgus alveus scandinavicus Strand, 1903. Die Unterart ist in Norwegen und Schweden bis zum 63. Breitengrad verbreitet. Sie kommt von 100 bis 1100 Meter Höhe vor. Die Flugzeit der Falter dauert von Ende Juni bis August. Die Falter sind etwas kleiner, dafür sind die weißen Zeichnungen auf der Oberseite etwas größer und kontrastreicher. Raupennahrungspflanzen sind: Fingerkräuter (Potentilla sp.), Gemeiner Odermennig (Agrimonia eupatoria) und Gewöhnliche Kreuzblume (Polygala vulgaris).
- Pyrgus alveus numidus (Oberthür, 1910). Diese Unterart ist auf Nordafrika (Algerien und Marokko) beschränkt. Sie kommt dort von 1500 bis 2800 Meter über NN vor. Die Flugzeit der Falter reicht von Ende Mai bis Ende Juni. Die Raupennahrungspflanze ist das Safrangelbe Sonnenröschen (Helianthemum croceum). Das Taxon wird auch als eigenständige Art anerkannt.[6]

## Gefährdung
Die Art gilt in Deutschland als stark gefährdet Wolfgang Wagner nennt als Gründe Lebensraumverlust und den Rückgang der Wanderschäferei, die die Vegetation im Habitat der Art kurz hält.